# Alpha (Illinois)
Alpha – wieś w Stanach Zjednoczonych, w stanie Illinois, w hrabstwie Henry.